# Pauline Ado
Pauline Ado, född 14 januari 1991, är en fransk surfare.

## Karriär
2017 blev Ado världsmästare för första gången vid World Surfing Games i Biarritz.
2021 blev Ado för andra gången världsmästare då hon var en del av Frankrikes lag som vann lagtävlingen vid World Surfing Games i El Salvador och kvalificerade sig för OS i Tokyo 2021. Ado tävlade för Frankrike vid OS i Tokyo, där hon blev utslagen mot australiska Sally Fitzgibbons i den tredje omgången i damernas tävling. I september 2022 vid World Surfing Games i Huntington Beach tog Ado silver i damernas tävling.